# Harold López-Nussa
Harold López-Nussa Torres est un pianiste de jazz cubain né en 1983.

## Biographie
Harold López-Nussa vit dans un petit appartement dans le quartier de Vedado à La Havane (Cuba). Sa famille a joué un rôle majeur dans sa carrière de pianiste : son père et son frère — tous les deux nommés Ruy —, sont des percussionnistes renommés, son oncle, Ernán, est un pianiste cubain réputé et sa mère était professeur de piano.
Harold a d'abord étudié la musique classique pendant environ treize ans. Il intègre ensuite le Conservatoire Manuel Saumell, où il est l’élève du professeur Teresita Junco. C’est au début des années 2000 qu’il commence à s'intéresser au jazz cubain.
Harold poursuit aujourd’hui ses études de musique à l’Institut Supérieur de l’Art (ISA)

## Prix
Durant sa vie d'étudiant, Harold a remporté plusieurs compétitions nationales comme le grand prix Amadeo Roldán, qu’il obtient à seulement 10 ans.
Il obtient également le premier prix à la Compétition de Piano Ibéro-américaine et est finaliste de l'International Piano Competition Città di Senigalia en Italie.
Harold López-Nussa mène de front piano jazz, musique classique et toutes sortes d'expériences musicales. Il joue le Concerto en sol de Maurice Ravel avec l'orchestre symphonique Matanzas -  dirigé par le chef d’orchestre Enrique Pérez Mesa - et est choisi pour accompagner le pianiste Ulises Hernández à la première des œuvres complètes de Heitor Villa-Lobos en 2003 à Cuba. il accompagne la chanteuse cubaine Omara Portuondo dans ses tournées mondiales et fait quelques incursions dans le hip-hop avec YUSA et Kelvis Ochoa...
En 2005, lors de la 39e édition du Montreux Jazz Piano en Suisse, Harold remporte le premier prix, grâce à ses interprétations de Memories of Tomorrow de Keith Jarrett,  Footprints de Wayne Shorter, et E'cha, un morceau de sa composition. C'est pour lui le point de départ d'une reconnaissance qui lui vaut plusieurs tournées en Europe : Montreux, Oloron, Sète, Vannes, Nancy, Paris (New Morning, Sunset-Sunside)..., mais aussi au Mexique (Festival de Puebla). Harold Lopez Nussa se produit régulièrement au Festival international de jazz de Montréal,et de Marciac.

## Discographie
- Sobre el atelier, piano solo (Cristal, 2007)
- Canciones (Colibri, 2008), enregistré en 2006 à la Havane en quartet
- Herencia (World Village, 2009), en trio avec son frère Ruy López-Nussa et Felipe Cabrera
- El Pais De Las Maravillas (World Village, 2011) Harold Lopez Nussa Trio
- New Day (Jazz Village, 2013)[1],[2]
- Havana-Paris-Dakar, avec Alune Wade (World Village/Harmonia Mundi, 2015)[3]
- El viaje (Mack Avenue, 2016)
- Un Día Cualquiera (Mack Avenue, 2018)
- Te Lo Dije (w:Mack Avenue Records, 2020)